# OTP Bank
OTP Bank Rt. ist eine bedeutende Bankengruppe in Zentral- und Osteuropa und die größte ungarische Bank. In elf Ländern verfügt sie über 16,3 Millionen Kunden, 40.000 Mitarbeiter, 100 Tochtergesellschaften und mehr als 1.700  Filialen.
Das Kürzel OTP steht für Országos Takarékpénztár (Landessparkasse).
Zu Beginn hatte sie nur 30 Filialen in Budapest und 65 ländliche Filialen. Die OTP Bank wurde 1949 als landesweite, staatliche Bankgesellschaft gegründet, die Einlagen und Kredite für Privatkunden anbietet. In den folgenden Jahren weiteten sich ihre Aktivitäten und der Umfang ihrer Befugnisse allmählich aus. Sie wurde ermächtigt, Immobiliengeschäfte abzuschließen. Später wurde ihre Rolle erweitert, um inländische Fremdwährungskonten und Devisendienstleistungen anzubieten. In der Folge konnte sie Bankdienstleistungen für ungarische Gemeinden erbringen.
Die OTP Bank wurde 1990 in eine Aktiengesellschaft umgewandelt. Die vom Kreditinstitut durchgeführten Nichtbankenaktivitäten wurden getrennt, Tochtergesellschaften wurden gegründet und die Bank wurde zum Flaggschiff einer Gruppe von Banken, die vollständige Finanzdienstleistungen anbieten und neben Universalbankdienstleistungen unter anderem Hypotheken, Bausparverträge, Factoring, Leasing, Fondsmanagement, Pensionsfonds und Gesundheitsfonds anbieten.
Die Privatisierung der OTP Bank wurde 1999 abgeschlossen, die Aktien befinden sich im Besitz ausländischer und ungarischer institutioneller Investoren und Einzelpersonen. Die Aktien wurden 1995 an der Budapester Börse notiert, aber die Bank ist auch an den Börsen von Luxemburg und London vertreten.
Neben der organischen Entwicklung trug auch die Expansion der OTP Bank ins Ausland zu ihrer Entwicklung bei. Durch ehrgeizige Zukäufe seit der Privatisierung ist die OTP-Gruppe mittlerweile auch in der Slowakei, der Ukraine, in Bulgarien, Rumänien, Kroatien, Serbien, Montenegro und neuerdings auch in Albanien, Russland, Slowenien vertreten.

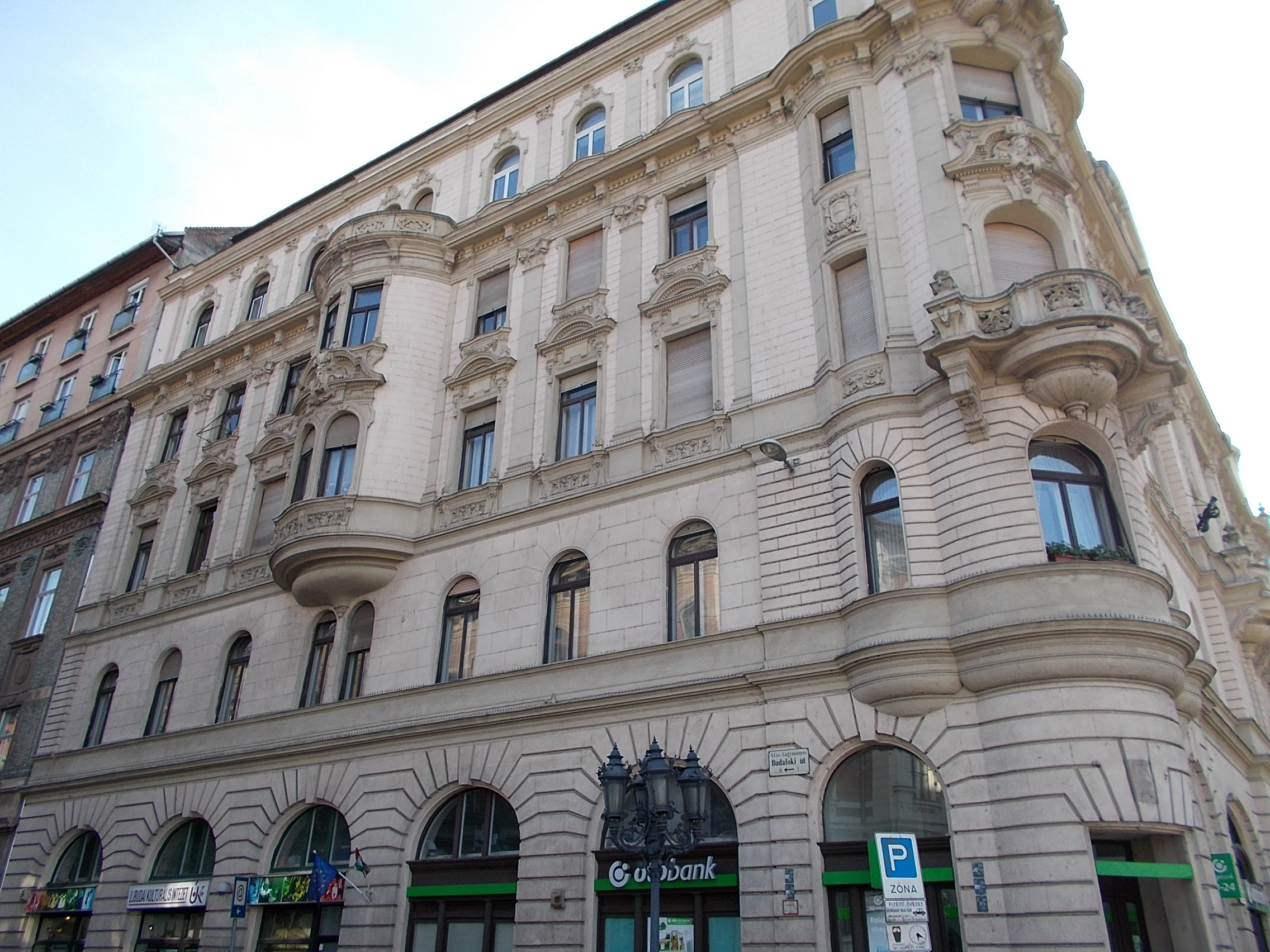
Filiale in Budapest

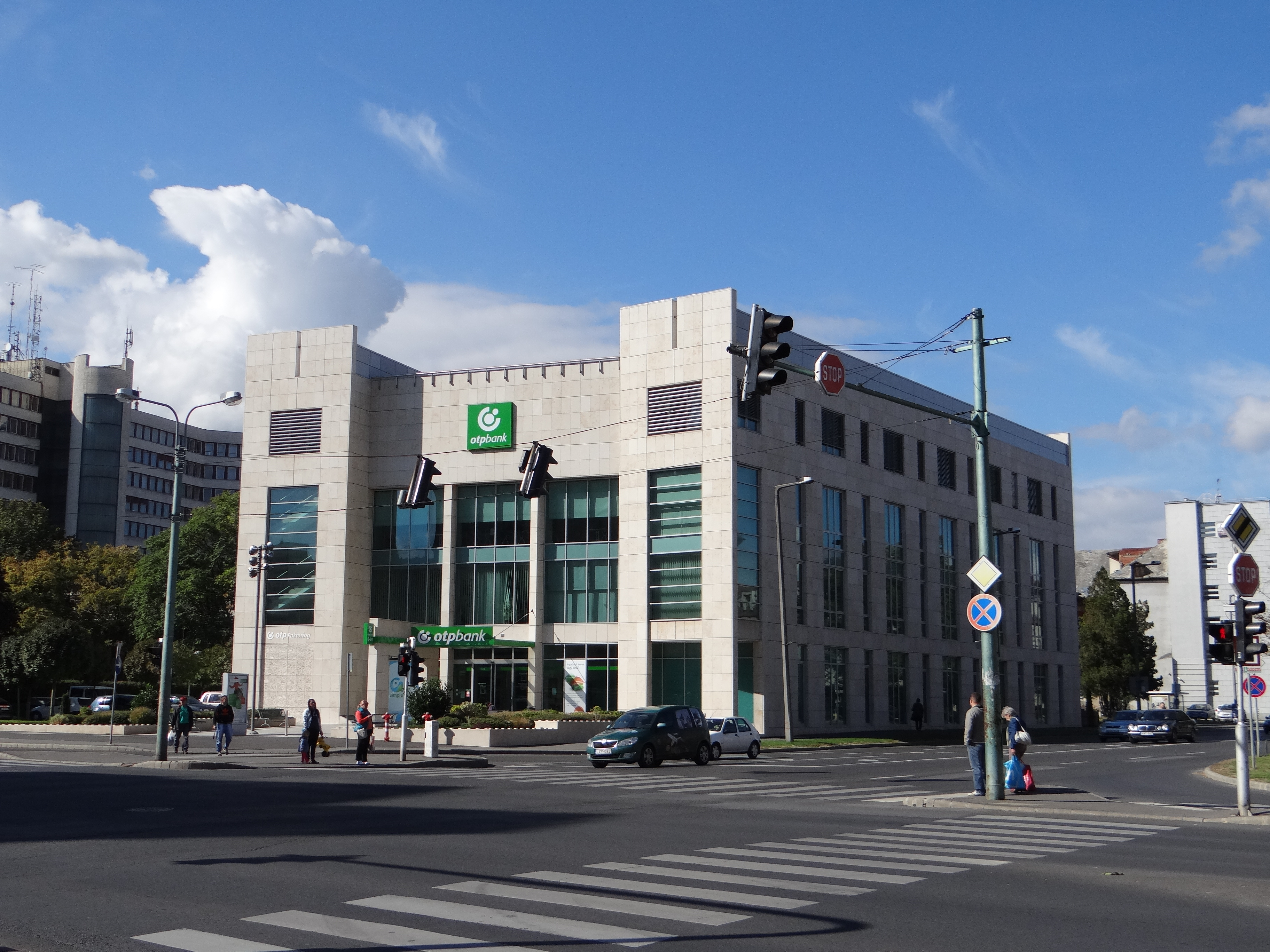
OTP Bank Filiale in Miskolc (Ungarn)

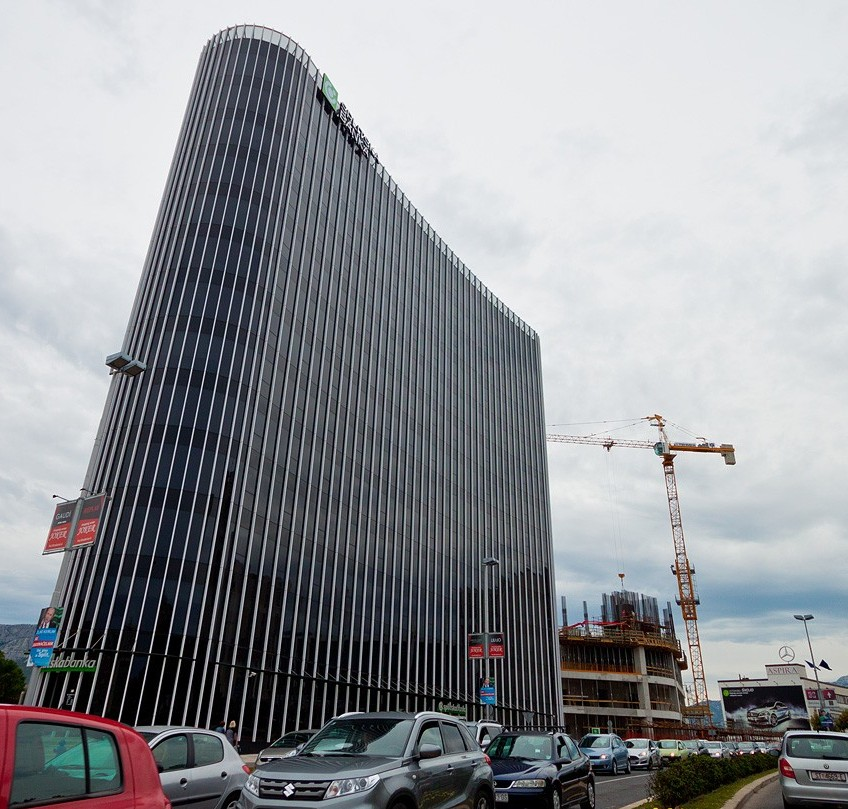
OTP Bank in Split (Kroatien)

Das Unternehmen ist als Aktiengesellschaft an der Budapester Börse notiert und im Aktienindex BUX vertreten.

## Einstufung als Kriegssponsor Russlands
Nach dem russischen Überfall auf die Ukraine setzte die Ukraine die OTP Bank auf eine Liste mit Unterstützern des russischen Angriffskriegs. Die ungarische Regierung blockierte daraufhin Hilfen der EU für die Ukraine, um die Ukraine unter Druck zu setzen und die Bank von der Liste zu streichen.

## Sponsoring
Das Kreditinstitut sponserte von 2011 bis 2025 die 1. ungarische Fußballliga, die sich  OTP Bank Liga nannte. Seit 2022 ist man Co-Hauptsponsor des ungarischen Handballvereins OTP Bank-Pick Szeged.